# 托科阿皇家社會體育會
皇家托科阿社會（西班牙語：Club Deportivo Real Sociedad de Tocoa），是一家來自科隆省托科阿市的洪都拉斯足球俱樂部。它成立於1988 年，自2012 年以來一直效力於洪都拉斯國家聯賽。隊名中Sociedad是西班牙語中的「社會」。

## 歷史

##### 基金會和早年
Real Sociedad de Tocoa 於1988 年隨著 EACI（Club Deportivo Empresa Associativa Campesina de Isletas）的衰落和消失而出現，並從 1989 賽季到 2011-12 賽季參加了洪都拉斯的乙級足球錦標賽。在 1998 賽季以及 2011 年和 2012 年的克勞蘇拉錦標賽中均獲得亞軍。2002年1 月 13日，皇家托科阿社會成為洪都拉斯聯賽中第一支在對陣奧林匹亞拉科魯尼亞隊的比賽中獲勝的球員奧斯卡阿爾門達雷斯和威爾默桑多瓦爾為皇家托科阿社會打進一球，阿根廷人古斯塔沃富恩特斯為奧林匹亞打進一球，最終以 2-1 取得勝利。